# 나카고촌 (니가타현)
나카고촌(中郷村)은 니가타현 남서 나카쿠비키군의 중앙에 위치했던 촌이다. 조에쓰시로의 통근율은 43.5%(2000년 인구 조사). 2005년 1월 1일 조에쓰 시에 편입하여 촌역은 지역 자치구 나카고 구가 되었다.

## 역사
- 1889년 4월 1일 - 정촌제 시행과 함께 나카칸바라군 나카고촌이 성립하였다.
- 1956년 1월 1일 - 아라이시의 일부를 편입하였다.
- 2005년 1월 1일 - 조에쓰시에 편입되어 촌역은 지역 자치구 (나카고구)가 되었다.

## 행정
촌장 : 요시다 나오시（吉田侃) (1996년 11월 18일부터)

## 교통

### 철도
- 동일본 여객철도
  - 신에쓰 본선

### 도로
- 국도 18호선